# Fistulaster hamata
Fistulaster hamata är en skalbaggsart som beskrevs av Helava in Helava et al. 1985. Fistulaster hamata ingår i släktet Fistulaster och familjen stumpbaggar. Inga underarter finns listade i Catalogue of Life.